# Новини (газета)
«Новини» — газета української діаспори в Канаді. Виходила у 1913—1922 роках (з перервами) в Едмонтоні.
Перше число газети вийшло 7 січня 1913 року. Спершу газета була тижневиком, з червня 1913 виходила двічі на тиждень, від жовтня — тричі, а з липня 1915 — раз на тиждень. Закрита наприкінці 1915 року через канадську цензуру часів Першої світової війни (українців — емігрантів з Австро-Угорщини зневажали та інтернували, оскільки вона була противником Великої Британії на фронті), проте відновлена у грудні 1917 року. У зв'язку із запровадженням воєнної цензури 10 жовтня 1918 року вийшло останнє число газети, та у квітні 1919 року, після скасування цензури, видавництво відновилося, проте неперіодично. 1922 року газета остаточно припинила публікуватися.
Газета видавалася на заміну «Новій громаді», закритій у вересні 1912 року, що була свого часу єдиною українською газетою в Едмонтоні. На відміну від неї, «Новини» не мали партійної чи політичної приналежності. Газета активно боролася проти москвофільської пропаганди в Альберті. Із січня 1914 року газета була друкованим органом «Народної Організації в Альберті», яка заохочувала канадських українців брати участь у політичному житті.
Видавці газети отримували фінансову підтримку від священників УГКЦ. Передплата коштувала 2 долари, в Австро-Угорщині — 12 крон, у Росії — 5 рублів.
Засновником і редактором «Новин» до жовтня 1918 року був Роман Кремар. Від жовтня 1918 року видавництвом газети став займатися «Народний дім» в Едмонтоні. Після цього редакторами газети були Д. Якимів та М. Стечишин. Статті для газети писали Андрій Загарійчук, Іван Басараб, Степан Савула, Петро Липинський (як ілюстратор) та інші.